# Stoßwaffe
Eine Stoßwaffe ist eine Waffe, die durch Vorwärtsbewegung in das gegnerische Ziel gerammt wird. Die Stoßwaffe wirkt dabei durch die Konzentration der Kraft auf einen Punkt. Im Gegensatz zur Stichwaffe wirkt nur die Übertragung der Stoßkraft auf das gegnerische Ziel. Die Stoßwaffe ist nicht zum Einstechen ausgelegt. Stoßwaffen können aus verschiedenen Materialien gefertigt sein. Das Gewicht der Stoßwaffe wird nach der erforderlichen Stoßkraft im gegnerischen Ziel gewählt. Bei menschlichen Zielen sind Stoßwaffen zumeist tragbare Gegenstände; Stoßwaffen gegen schwere Ziele, etwa befestigte Gebäude, sind entsprechend massiger, wie beispielsweise Rammböcke.
Typische tragbare Stoßwaffen sind zum Beispiel:
- Bō
- Jō

Typische schwere Stoßwaffen sind zum Beispiel:
- Rammbock
- Aries, Rammbock / römische Kriegsmaschine
- Widder, Rammbock / mittelalterliche Kriegsmaschine
- Rammsporn

Im deutschen Waffengesetz werden Hieb- und Stoßwaffen als tragbare „Gegenstände, die ihrem Wesen nach dazu bestimmt sind, unter unmittelbarer Ausnutzung der Muskelkraft durch Hieb, Stoß, Stich, Schlag oder Wurf Verletzungen beizubringen“, definiert. Danach sind auch
- Lanzen
- Spieße

usw. Stoßwaffen.